# Bolo Yeung
Bolo Yeung, vlastním jménem Sze Yang (čínsky 楊斯, pchin-jin Yáng Sī) (* 3. července 1946, Kanton, Čína) je čínský kulturista a herec.

## Ze života
Od malička se věnoval bojovému umění a v 60. letech emigroval do Hongkongu (přeplaval z Číny do Hongkongu). Také dělal kulturistiku. V současnosti se věnuje Tai-Chi Chuan. Má dva syny, z nichž jeden pokračuje v tradici studování bojového umění. K herectví ho přivedlo přátelství s Bruce Leem, kde spolupracoval na úspěšném filmu Drak přichází. Mezi jeho nejúspěšnější snímky ale patří filmy s Jean-Claude Van Dammem - Krvavý sport (1988) a Dvojitý zásah (1991).